# Mesoleptus delicatus
Mesoleptus delicatus là một loài tò vò trong họ Ichneumonidae.